# Apanteles harryramirezi
Apanteles harryramirezi (лат.) — вид мелких наездников рода Apanteles из подсемейства Microgastrinae семейства бракониды (Braconidae). Обнаружены в Центральной Америке: Коста-Рика (Guanacaste).

## Описание
Мелкого размера перепончатокрылые насекомые: длина тела от 2,3 до 2,6 мм, длина переднего крыла 2,5-2,8 мм. Основная окраска тёмно-коричневая. Коготки лапок простые. Соотношение длины и ширины птеростигмы: 3,1-3,5. Паразитируют на молевидных бабочках из семейства Толстоголовки (Hesperiidae), Anisochoria polysticta, Timochreon satyrus.
Вид был впервые описан в 2014 году канадским энтомологом Хосе Фернандес-Триана (Jose L. Fernández-Triana; Department of Integrative Biology and the Biodiversity Institute of Ontario, Университет Гелфа, Гелф, Онтарио, Канада) и назван в честь Гарри Рамиреса (Harry Ramírez ; ACG Programa de Parataxónomos and Estación Biológica Cacao, Коста-Рика)
.